# Bundesverband für den Selbstschutz
Der Bundesverband für den Selbstschutz (BVS) war eine bundesunmittelbare Körperschaft des öffentlichen Rechts mit Dienstherrnfähigkeit. Sitz des BVS war Köln.

## Geschichte
Die Gründung des Luftschutzvereins erfolgte 1946 und rekrutierte sich teilweise aus Beständen des nationalsozialistischen Reichsluftschutzbundes (RLB), der u. a. den seit 1927 existierenden Verein Deutscher Luftschutz (DLS) und die Deutsche Luftschutzliga (seit 1931) aufgenommen hatte. 1951 wurde der Verein in Bundesluftschutzverband (BLV) umbenannt und wurde 1957 per Gesetz eine bundesunmittelbare Körperschaft des öffentlichen Rechts. 1968 erfolgte die Umbenennung in Bundesverband für den Selbstschutz. Am 1. Januar 1997 wurde der Bundesverband aufgelöst und seine Aufgaben wurden durch das Bundesamt für Zivilschutz wahrgenommen.

## Organisation und Aufgaben

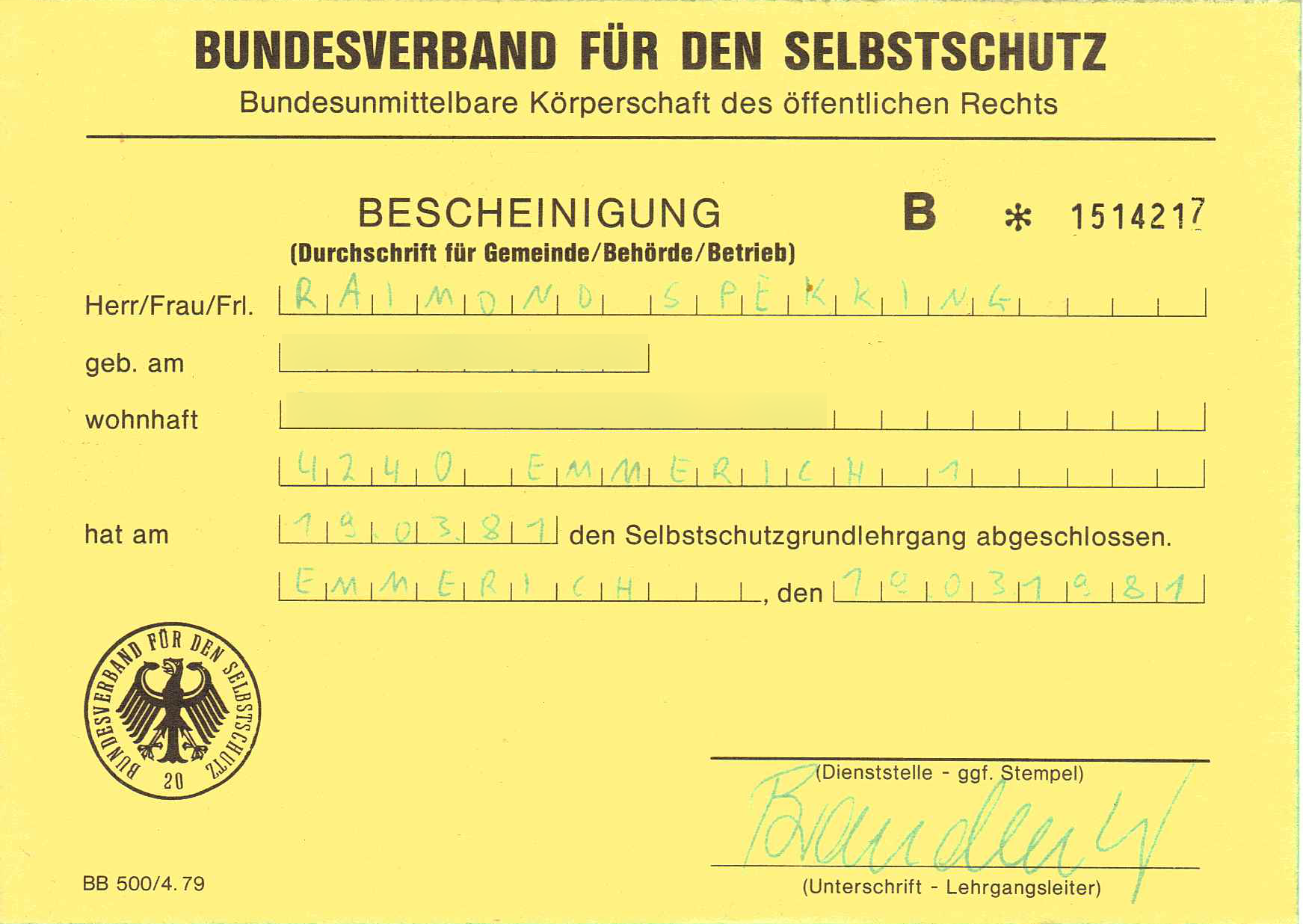
Bescheinigung für die Teilnahme an einem Selbstschutzlehrgang, durchgeführt vom Bundesverband für den Selbstschutz, 1981

Der Bundesverband entstand 1968 durch Umbenennung des Bundesluftschutzverbandes (BLSV) und wurde 1997 im Rahmen der Neuordnung des Zivilschutzes aufgelöst. Die Aufgaben wurden vom Bundesamt für Zivilschutz gemeinsam mit den Gemeinden weitergetragen. Auch dieses Amt wurde im Rahmen von Sparmaßnahmen aufgelöst und seine Zuständigkeiten zum 1. Januar 2001 dem Bundesverwaltungsamt – Zentralstelle für Zivilschutz (BVA-ZfZ) übertragen. Aus diesem wurde vor dem Hintergrund der Terroranschläge vom 11. September 2001 zum 1. Mai 2004 das Bundesamt für Bevölkerungsschutz und Katastrophenhilfe (BBK) ausgegründet.
Der Verband gliederte sich in die Bundeshauptstelle, die Landesstellen, die örtlichen Dienststellen sowie Schulen. Mitglieder des BVS waren der Bund, die Länder, die Gemeindeverbände und andere Körperschaften. Er wurde von einem Vorstand geleitet, der sich aus einem Präsidenten und einem geschäftsführenden Direktor zusammensetzte. Während der Präsident ehrenamtlich tätig war, war der Direktor Beamter auf Zeit und Vorgesetzter aller Beamten, Angestellten und Arbeiter des BVS.

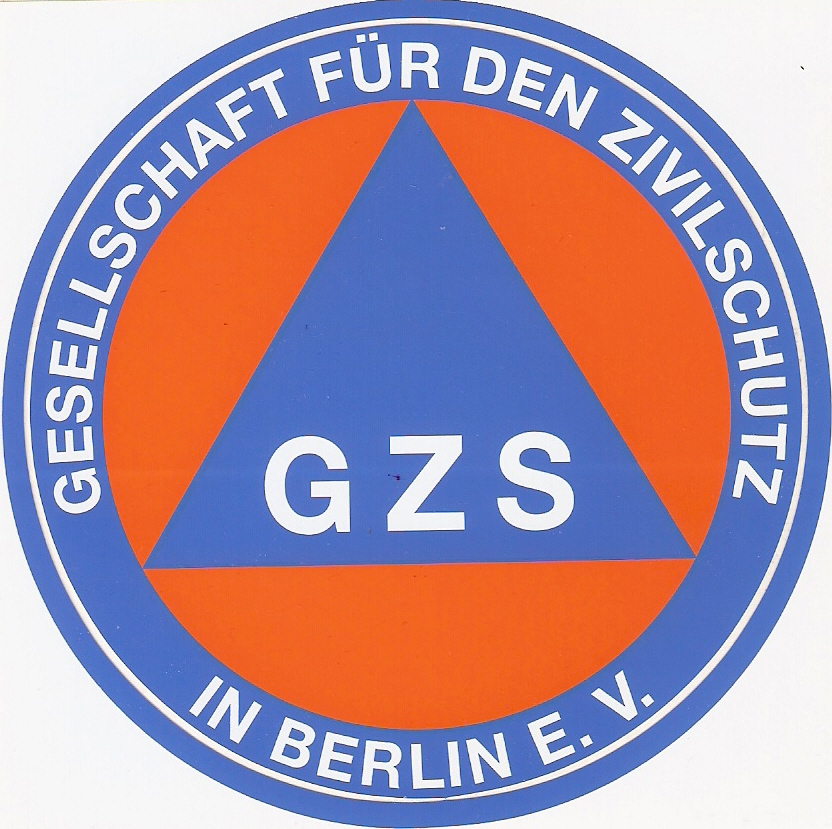

In Berlin-West war aufgrund des Viermächte-Status die Gesellschaft für den Zivilschutz e.V (GZS) tätig, die als Zuwendungsempfängerin des Bundes mit einem ehrenamtlichen Vorstand, einem hauptamtlichen Geschäftsführer und mit haupt- und ehrenamtlichen Mitarbeitern die Schulungsaufgaben sowohl des Bundesamtes für Zivilschutz als auch des BVS wahrnahm. Außerdem war sie zeitweise für die Wartung und Überwachung der Schutzräume im Westteil der Stadt zuständig.

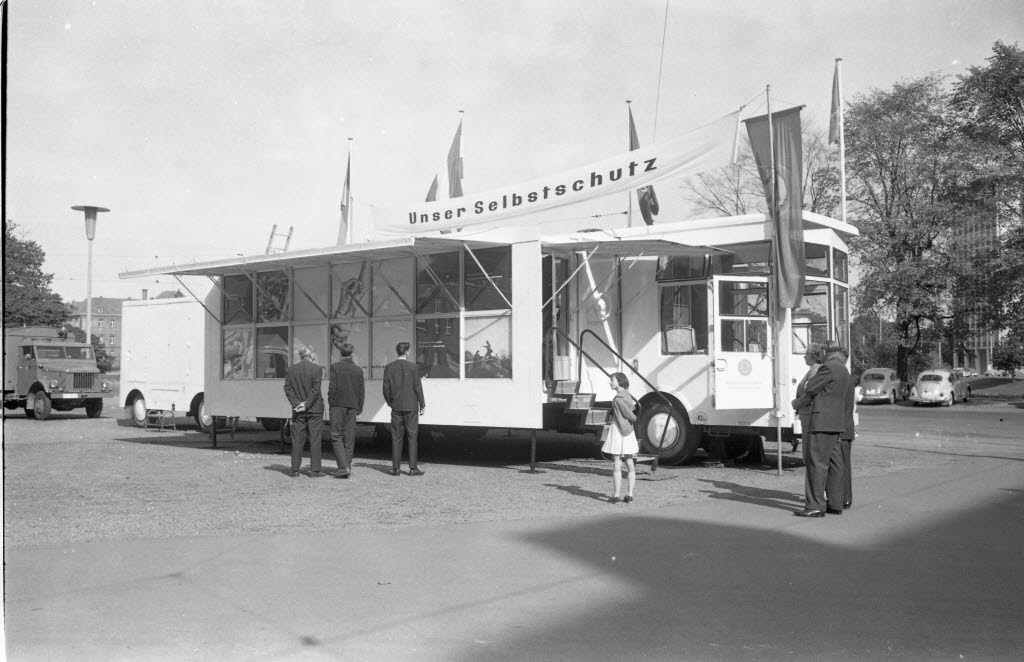
Fahrbare Ausstellung „Unser Selbstschutz“ des BLSV in Kiel (1963)

Im BVS engagierten sich viele Ehrenamtliche als Fachlehrer oder Selbstschutzhelfer besonders für die Selbstschutz-Ausbildung Jugendlicher und für die Information breiter Bevölkerungskreise. Der BVS hatte die Aufgabe, die Bürger über Selbstschutzmaßnahmen bei Krisen, Katastrophen und im Verteidigungsfall aufzuklären. Dazu gehörten zum Beispiel Informationen über den Brandschutz, die Bergung und Rettung Betroffener, die Vorratshaltung von Nahrungsmitteln oder den Bau von Schutzräumen in privaten Immobilien. Der BVS unterhielt fünf eigene Schulen, in denen Selbstschutzlehrgänge vor allem für Behördenmitarbeiter durchgeführt wurden. Einen großen Anteil hatten die praktischen Lösch- oder Bergungsübungen für die Katastrophenschutzzüge der Deutschen Bundespost. Außerdem führte der BVS auf Ortsebene Selbstschutz-Grundlehrgänge durch, die Grundkenntnisse aus den Bereichen Brandschutz, Bergung und Sanitätsdienst vermittelten.
Der BVS gab viele Jahre das Zivilschutz-Magazin heraus, in dem sich auch die großen deutschen Katastrophenschutz-Organisationen wiederfanden.

## Trivia
In manchen Telefonbüchern bzw. im AVON befanden sich Hinweise und Verhaltensregeln für den Selbstschutz.